# Jošavica (Petrinja)
Jošavica je mjesto u Sisačko-moslavačkoj županiji, administrativno u sastavu grada Petrinje, smješteno južno od grada, na prometnici Petrinja - Hrvatska Kostajnica.

## Stanovništvo
Prema popisu stanovništva 2011. godine naselje imalo 84 stanovnika.
| broj stanovnika | 585   | 682   | 743   | 850   | 908   | 1004  | 893   | 981   | 672   | 661   | 641   | 555   | 501   | 432   | 82    | 84    | 62    |
|                 | 1857. | 1869. | 1880. | 1890. | 1900. | 1910. | 1921. | 1931. | 1948. | 1953. | 1961. | 1971. | 1981. | 1991. | 2001. | 2011. | 2021. |

## Vanjske poveznice
- Službene stranice grada Petrinje
- Turistička zajednica grada Petrinje  Arhivirana inačica izvorne stranice od 20. svibnja 2008. (Wayback Machine)